# Cuban Rebel Girls
Pour plus de détails, voir Fiche technique et Distribution.
Cuban Rebel Girls est un film américain réalisé par Barry Mahon, sorti en 1959.

## Fiche technique
- Titre : Cuban Rebel Girls
- Réalisation : Barry Mahon, assisté de Allen Baron
- Scénario : Errol Flynn
- Production : Barry Mahon
- Photographie : Merrill S. Brody
- Montage : Alan Smiler
- Pays d'origine : États-Unis
- Format : Noir et blanc - 1,37:1 - Mono
- Genre : Aventure
- Durée : 68 minutes
- Date de sortie : 1959

## Distribution
- Errol Flynn : Le Correspondant américain
- Beverly Aadland : Beverly Woods
- John McKay : Rebel Capt. Johnny Wilson
- Jackie Jackler : Jacqueline Dominguez

## Autour du film
- Dernier film d'Errol Flynn.